# Мнајдра
Мнајдра (малт. Mnajdra) је комплекс мегалитских храмова у јужном делу острва Малта, насупрот острва Филфла. Комплекс се састоји од три грађевине које чине једну целину, и саграђен је у 4. миленијуму пре нове ере. Археолошка ископавања на овом локалитету почела су 1840. свега годину дана након открића мегалитског локалитета Хаџар-Ким свега 500 метара даље.
Године 1992. Унеско је уврстио овај локалитет на своју листу Светске баштине заједно са још 5 мегалитских локалитета на Малти, и означио их заједничким именом Мегалитски храмови на Малти.
Изнад локалитета је 2009. подигнут заштитни шатор. На наличју малтешких кованица од 1, 2 и 5 евро центи налази се управо гравура која представља Мнајдру.

## Локалитет
Локалитет чине три храма изграђена од чврстог кречњака. Тлоцрт хрмова има облик листа детелине и доста подсећа на структуру старијег мегалита Џгантија са острва Гоцо. Комплекс чине три хрма повезана у једну целину али физички међусобно раздвојена.
Горњи храм је најстарији и датира из времена када је настао и комплекс Џгантија (3600. до 3200. пне). Најмањи је по величини и чине га три апсиде са улазом исклесаним у великој каменој громади. Храм је првобитно имао засвођене таванице о чему данас сведоче остаци таваница дуж зидова, док су стубови носачи таванице били украшени хоризонталним удубљењима у виду линија.
Средишњи храм је најмлађи и грађен је у периоду када и комплекс Таршиен (између 3150. и 2500. пне). Основу грађевине чине велике камене плоче положене на хоризонталне блокове.
Доњи храм који је нешто старији од средишњег је због своје очуваности најбољи пример мегалитске културе Малте. На улазу у храм налази се пространо двориште са бројним клупама истесаним у камену, сам улаз у храм је прекривен хоризонталним плочама а међу рушевинама стоји и једна већа плоча за коју се верује да је остатак крова. Унутрашњост храма је украшена бројним исклесаним резбаријама а постојали су и мнои мањи отвори у виду прозора.

## Функција
Иако не постоје прецизни подаци о намени ових објеката, на основу археолошких истраживања и материјалних трагове може се закључити да су служили у церемонијалне сврхе. Пронађени су бројни камени ножеви и олтар на чијем крају се налази мали отвор те бројне животињске кости, што јасно упућује на закључак да су се ту приносиле животињске жртве. Пошто нису пронађене људске кости верује се да храм није служио као гробље. Унутар и испред храмова се налазе бројне камене клупе и столови. Многобројни артефакти су пронађени и изван зидина храма што сведочи о великој посећености овог локалитета у праисторији. Верује се да су свештеници овде приносили животињске жртве са циљем излечења од болести или лечења неплодности.
Доњи храм је вероватно имао другачију намену пошто су његове зидине астрономски усклађене и највероватније се користио за нека астрономска посматрања или за израде календара. У време пролећног и јесењег еквиноција сунчева светлост продире у унутрашњост објекта кроз главни улаз и обасјава централну осу док у време летњег солстиција сунчева светлост обасјава зидове лево и десно од улаза.

## Галерија
- Део унутрашњости Мнајдре
- Остаци горњег храма
- Мнајдра
- Мнајдра
- План астрономског храма
- Украсне гравуре
- Заштитни шатор постављен 2009.